# Palmierita
La palmierita es un mineral sulfato de plomo y potasio,  descubiertajunto con aftitalita en las fumarolas  del Vesubio de alta temperatura correspondientes a la erupción volcánica de 1906. Su nombre es un homenaje a Luigi Palmieri (1807-1896), científico italiano que fue director del Observatorio Científico del Vesubio.

## Propiedades físicas y químicas
La palmierita es un sulfato de plomo y potasio, que a veces contiene también sodio substituyendo al potasio.  Se encuentra como microcristales incoloros o de color blanco, o bien con forma de cristales apuntados formados por la combinación de {133} y {010} (en escorias alteradas) o como tabletas pesudohexagonales (en fumarolas).

## Yacimientos
La palmierita es un mineral raro, que se conoce solamente en alrededor de una docena de localidades en el mundo. Aparece en fumarolas volcánicas, como en la localidad tipo, el Vesubio, o en la fumarila Yadovitaya, en el volcán Tolbachik, península de Kamchatka (Rusia). Se encuentra también como producto de la alteración de antiguas escorias de fundición, como las de La Cruz, en Linares, Jaén (España).